# Claudio Rocchi
Claudio Rocchi (Milano, 8 gennaio 1951 – Roma, 18 giugno 2013) è stato un cantautore, bassista e conduttore radiofonico italiano.
Fu uno dei maggiori protagonisti del rock psichedelico e rock progressivo italiano.

## Biografia
Inizia la carriera a soli 18 anni, dopo aver suonato in alcuni gruppi beat studenteschi. Entra come bassista negli Stormy Six e il gruppo viene notato dall'autore e futuro produttore Alberto Salerno che lavora nella casa discografica Ariston. Salerno propone ad Alfredo Rossi, proprietario dell'etichetta, di mettere gli Stormy Six sotto contratto. Il primo album del gruppo è del 1969, Le idee di oggi per la musica di domani.
Successivamente, quando Rocchi sceglie la carriera solista, è ancora Alberto Salerno, insieme al fratello Massimo, a proporgli di collaborare. I fratelli Salerno scrivono per lui il brano Indiscutibilmente, che diventa la facciata A del 45 giri del debutto dell'artista milanese. Il disco, che sul lato B presenta il brano La televisione accesa, è targato ancora Ariston ed esce nel 1970.
Nello stesso anno Rocchi pubblica anche il primo LP, Viaggio, album totalmente acustico, che vede la partecipazione di Mauro Pagani al flauto e al violino: l'album ottiene il premio della critica discografica oltre a buoni riscontri di vendite, grazie anche agli spazi radiofonici che il cantautore trova nella trasmissione Per voi giovani, ideata da Renzo Arbore e condotta da Paolo Giaccio, Mario Luzzatto Fegiz e Carlo Massarini.
Il disco d'esordio contiene già una canzone di alto livello compositivo e poetico, La tua prima luna, destinata, come scrive Walter Gatti nell'antologia dedicata alle migliori canzoni italiane Cosa sarà (Itaca ed.) "ad entrare nel novero delle più autentiche canzoni generazionali degli anni settanta, per quel suo racconto di spaesamento e ricerca di identità che era di gran parte della gioventù italiana di quel decennio". Dello stesso anno è la sua partecipazione a una esibizione collettiva organizzata dal "Teatro Giovani" di Cino Tortorella al Teatro dell'Arte di Milano: "Il fatto è" con Geri Palamara e Norman Zoia. Nel 1971 pubblica un secondo 45 giri, Cerchi/Grazie, scrive (in collaborazione con Gerardo Carmine Gargiulo) il testo di Io volevo diventare per Giovanna e partecipa a Controcanzonissima e vari festival musicali, tra cui quello di Ballabio.
Sempre nello stesso anno pubblica il secondo album, Volo magico n. 1, che è considerato dalla critica il suo migliore, realizzato con un valido gruppo di musicisti tra cui spicca alla chitarra elettrica un giovanissimo Alberto Camerini, allora semplice session-man. L'album contiene una suite che occupa l'intero lato A, caratterizzata da un ipnotico crescendo, mentre la seconda facciata contiene tra gli altri forse il suo brano-manifesto, La realtà non esiste; il disco nel 2013 viene scelto dal giornalista musicale Franco Brizi per dare il titolo al suo volume sulla storia illustrata del rock progressivo italiano, pubblicato da Arcana Editrice, con un'introduzione scritta dallo stesso Rocchi.
L'anno successivo pubblica La norma del cielo, Volo Magico n. 2, un altro bel lavoro, per metà tratto dalle stesse session del disco precedente e tre nuovi brani: Lascia Gesù, L'arancia è un frutto d'acqua e La norma del cielo. Sempre nel 1972 traduce White Mountain (dall'album Trespass dei Genesis) con il titolo Un gioco senza età per Ornella Vanoni, che la include nell'omonimo album. In quello stesso anno la Premiata Forneria Marconi incide l'album Per un amico: il testo della title track, scritto da Mauro Pagani, è rivolto a Claudio Rocchi.
L'album del 1973, Essenza, viene realizzato in larga parte improvvisando in studio, sull'onda delle emozioni ed esperienze riportate dal viaggio in India dell'anno precedente. Da notare la partecipazione all'album di Elio D'Anna (Osanna) al flauto e Mino Di Martino (ex Giganti) alla chitarra acustica. 
Nel 1974 pubblica Il miele dei pianeti, le isole, le api, realizzato assieme ai due musicisti che lo accompagnavano nei concerti, Lucio Fabbri e Lorenzo Vassallo, con il contributo dei membri del gruppo Aktuala e il percussionista indiano Trilok Gurtu; nello stesso anno partecipa alla prima edizione del Club Tenco, presentandosi sul palco con alcune candele accese, la sua compagna dell'epoca Manuela Mantegazza (ex cantante dei Flora Fauna Cemento e un cagnolino che si aggira tra gli amplificatori e i microfoni.
Nella seconda metà degli anni settanta, con album quali Rocchi e Suoni di frontiera, viene abbandonata la dimensione canzone, per avvicinarsi all'uso dell'elettronica e della sperimentazione. La sua performance dei tempi era Mirage (7 vie per un traffico di informazioni). Sul finire del decennio ritorna alla forma canzone con A fuoco del 1977 (in cui tra i musicisti vi è il contrabbassista jazz Marco Ratti) e Non ce n'è per nessuno del 1979, coprodotto da Paolo Tofani (Area). Rocchi, oltre che musicista, è stato spesso conduttore radiofonico in programmi Radio Rai: oltre al già citato Per voi giovani (Rai Radio 2), Pop Off (Radio 2), Radio Starship (Radio 2), Ognidove (Rai Radio 1), Margherite, storia e sogni (Radio 2), Chi, cosa, dove, quando (Radio 1/Sardegna).
È stato inoltre un attivo pacifista e ha aderito nel 1979 all'Associazione internazionale per la coscienza di Krishna, collaborando con Paolo Tofani e conducendo programmi radiofonici vaishnava, fondando e dirigendo il network nazionale RKC (Radio Krishna Centrale). Uscitone nei primi anni novanta, ha partecipato attivamente alla rifondazione della rivista underground Re Nudo, ha pubblicato la raccolta di poesie visionarie Le sorprese non amano annunciarsi: sono un gruppo rock di fanciulle, suonano nude e sono bellissime, e partecipato al film di Franco Battiato Musikanten.
Nel 1994 pubblica l'album Claudio Rocchi (Lo scopo della Luna), prodotto da Alberto Salerno su invito di Stefano Senardi, allora amministratore delegato della Polygram. Al disco collaborano quasi tutti i vecchi amici del giro milanese - Fabbri, Tofani, Pagani, Calloni, Belloni, Camerini, Donatella Bardi, Vincenzo Zitello. Rocchi duetta con Alice nella canzone L'umana nostalgia. Successivamente, produce I think you heard me right, collezione di outtakes inediti che attraversano la sua lunga carriera e le diverse fasi di linguaggio dal 1969 al 1997. Ancora successive le riedizioni elettroacustiche di Sulla soglia dove rivisita con Francesco Casarini e Stefano Tamiazzo i suoi capolavori. L'unica vera raccolta ufficiale è Visioni Prima (BMG 1998). È del 1997 la compilation Sacred Planet (Amiata 1997), viaggio trasversale nel sacro/magico/sciamanico musicale planetario. Nel 1999 fonda e dirige per tre anni, in Nepal, a Katmandu, la prima radio indipendente nazionale "The Himalayan Broadcasting Company" (HBC).
Nel 2003 scrive e dirige il film Pedra Mendalza. (DVD 94 min. - AMF/BTF). Il CD con la colonna sonora del film contiene soprattutto composizioni di Rocchi ma anche collaborazioni come La superficie delle cose di Fabrizio Coppola, brani di Terje Nordgarden, Roberto Dellera, Sandro Mussida. (CD 2008 BTF). Ha prodotto vari cortometraggi ("Blog on Rimbaud", "Psychodoors & Flowers", "Per motivi tecnici le trasmissioni sono sospese") e, per RaiSat, la serie televisiva Milano Music Magazine. Nel 2011, due nuove uscite: Claudio Rocchi & Effervescent Elephants (CD/LP, Psych-out), nato dalla collaborazione con la band psichedelica vercellese, e il suo 19º album solista, In alto, pubblicato dalla storica etichetta Cramps. 
Tra il 2009 e il 2011 scrive un poema in dodici capitoli con Susanna Schimperna. L'opera è stata pubblicata nel 2015 da Campi di Carta con il titolo Il mio volo magico con Claudio Rocchi. Riprende l'attività concertistica e nel 2012 ottiene come riconoscimento alla carriera il Premio Amilcare Rambaldi, consegnato il 30 marzo 2012.
Nel 2013 con Gianni Maroccolo pubblica un'edizione limitata dell'album Vdb23/Nulla è andato perso, autoprodotto attraverso un progetto di crowdfunding (rieditato nel 2015 dallo stesso Maroccolo).
È morto nel giugno 2013, all'età di 62 anni, a causa di una malattia degenerativa delle ossa; la morte è stata annunciata dalla sua compagna, la giornalista, astrologa e scrittrice Susanna Schimperna. Secondo le sue volontà, il corpo è stato cremato.

## Le canzoni scritte e tradotte da Claudio Rocchi per altri artisti
| Anno        | Titolo                                | Autori del testo                          | Autori della musica                            | Interpreti                                            |
| ----------- | ------------------------------------- | ----------------------------------------- | ---------------------------------------------- | ----------------------------------------------------- |
| 1970        | Lodi                                  | Claudio Rocchi                            | John Fogerty                                   | Stormy Six                                            |
| 1970        | Subito dopo                           | Claudio Rocchi                            | Claudio Rocchi                                 | Belve Dentro                                          |
| 1970        | Un pezzo di terra                     | Claudio Rocchi e Milena Cantù             | James Taylor                                   | Fausto Leali                                          |
| Aprile 1971 | È venuta la notte è venuto il mattino | Claudio Rocchi                            | Claudio Rocchi                                 | Giovanna                                              |
| Aprile 1971 | Io volevo diventare                   | Gerardo Carmine Gargiulo e Claudio Rocchi | Gerardo Carmine Gargiulo                       | Giovanna (incisa l'anno successivo da Ornella Vanoni) |
| Aprile 1971 | Dio dove sei                          | Claudio Rocchi                            | Dallas Frazier e Sanger Shafer                 | Giovanna                                              |
| Aprile 1971 | Sono solo una donna                   | Claudio Rocchi                            | James Taylor                                   | Giovanna                                              |
| Aprile 1971 | Vedi c'è Dio                          | Claudio Rocchi                            | Alice Stuart                                   | Giovanna                                              |
| 1972        | Un gioco senza età                    | Claudio Rocchi                            | Tony Banks, Mike Rutherford e Anthony Phillips | Ornella Vanoni                                        |
| 1975        | La storia della mente                 | Claudio Rocchi                            | Eugenio Finardi                                | Eugenio Finardi                                       |

## Discografia

### Album
- 1969 - Le idee di oggi per la musica di domani (con gli Stormy Six)
- 1970 - Viaggio
- 1971 - Volo magico n. 1
- 1972 - La norma del cielo (Volo magico n. 2)
- 1973 - Essenza
- 1974 - Il miele dei pianeti le isole le api
- 1975 - Rocchi
- 1976 - Suoni di frontiera
- 1977 - A fuoco
- 1979 - Non ce n'è per nessuno
- 1980 - Un gusto superiore (con Paolo Tofani)
- 1980 - Ras mandal raggae
- 1981 - Le meravigliose avventure del bambino più bello del mondo
- 1982 - I maestri della musica indiana
- 1994 - Claudio Rocchi (Lo scopo della Luna)
- 1995 - I think you heard me right
- 1997 - Visioni prima
- 1998 - Sulla soglia
- 2008 - Pedra Mendalza soundtrack
- 2011 - Claudio Rocchi & Effervescent Elephants (con gli Effervescent Elephants)
- 2011 - In alto
- 2012 - Mirage
- 2012 - Concerti 1973/4/5
- 2013 - Vdb23/nulla è andato perso

### Singoli
- 1970 - La televisione accesa/Indiscutibilmente
- 1971 - Cerchi/Grazie
- 1972 - Tutto quello che ho da dire/La realtà non esiste
- 1972 - Vado in India (parte 1a)/Vado in India (parte 2a)
- 1973 - Radici e semi/Templi e mercati
- 1974 - Il miele delle api/Adesso